# Terradillos
Terradillos là một đô thị ở tỉnh Salamanca, Tây Ban Nha. Đô thị này có dân số 3430 người (2008). Diện tích là 33,11 km2. Trong thời La Mã cổ đại, tên gọi địa danh này là Viminatium.